# غادي برومر
غادي برومر (بالعبرية: גדי ברומר‏) (بالإنجليزية: Gadi Brumer)‏ (5 نوفمبر 1973 بجوهانسبرغ في جنوب أفريقيا - ) هو لاعب كرة قدم إسرائيلي وجنوب أفريقي في مركز الدفاع. شارك مع منتخب إسرائيل تحت 17 سنة لكرة القدم ‏ ومنتخب إسرائيل تحت 21 سنة لكرة القدم ومنتخب إسرائيل لكرة القدم. أما مع النوادي، فقد لعب مع نادي مكابي تل أبيب.

## مسيرته الكروية
لعب غادي برومر خلال مسيرته الاحترافية مع نادِ واحدٍ في خمسة عشر موسمًا وسجل خلالها 3 أهداف ضمن 274 مباراة. حيث فاز في أربعة مواسم بالكأس وفي أربعة مواسم بالدوري.
خاض غادي برومر مسيرته مع نادي مكابي تل أبيب في موسم 1989–90 ليلعب معه خمسة عشر موسمًا، مشاركًا في 274 مباراة سجل خلالها 3 أهداف.

## وصلات خارجية
- غادي برومر على موقع الاتحاد الدولي (مؤرشف)  (الإنجليزية)
- غادي برومر على موقع قاعدة بيانات كرة القدم.إي يو (الإنجليزية)
- غادي برومر على موقع ناشيونال فوتبول تيمز (الإنجليزية)